# Otto Rossbach
Otto Rossbach (* 13. Juli 1858 in Breslau; † 22. Juli 1931 in Königsberg) war ein deutscher Klassischer Philologe und Klassischer Archäologe.

## Leben
Otto Rossbach war der Sohn des Klassischen Philologen und Archäologen August Rossbach (1823–1898) und der Auguste geb. Westphal, der Schwester des Klassischen Philologen Rudolf Westphal. Er besuchte das Maria-Magdalenen-Gymnasium in Breslau und verließ es im Herbst 1876 mit dem Reifezeugnis, um Klassische Philologie, Geschichte und Philosophie zu studieren. Während seines Studiums wurde er 1877 Mitglied der Alten Breslauer Burschenschaft der Raczeks. Nach Studienjahren in Jena, Breslau und Rostock wurde er 1882 an der dortigen Universität mit der Arbeit Disquisitionum de Senecae filii scriptis criticarum capita II promoviert. Anschließend ging er an die Berliner Universität und widmete sich zwei Jahre lang überwiegend archäologischen Studien, bis ihm das Reisestipendium des Deutschen Archäologischen Instituts ausgedehnte Studienreisen nach Italien, Griechenland, Frankreich und England ermöglichte (1884–1885). Sein Handschriftenstudium in England bereitete den Grund für seine Schrift De Senecae philosophie librorum recensione et emendatione, eine Arbeit zur Textkritik Senecas, mit der er sich am 1. Juli 1887 an der Universität Breslau für Klassische Philologie und Archäologie habilitierte.
Nach seiner Habilitation arbeitete Rossbach als Privatdozent in Breslau und veröffentlichte archäologische Aufsätze, die wie seine Arbeiten zu Seneca wohlwollend aufgenommen wurden. Der Philologische Verein Breslau im Naumburger Kartellverband ernannte ihn zum Ehrenmitglied. Nach zwei weiteren Studienreisen (1888 und 1890) wurde er zum Sommersemester 1890 zum außerordentlichen Professor der Klassischen Philologie in Kiel ernannt. Im Frühjahr 1895 wechselte er als Nachfolger des verstorbenen Gustav Hirschfeld auf eine ordentliche Professor an der Universität Königsberg, wo er den Schwerpunkt seiner Lehrveranstaltungen auf die Archäologie legte. Er wirkte darüber hinaus als Mitdirektor des philologischen Seminars, Direktor der Archäologischen Sammlung und des Münzkabinetts der Universität. Nebenbei arbeitete er als Lehrer an der Kunstakademie. Um 1900 wurde er zum korrespondierenden Mitglied des Kaiserlich Deutschen Archäologischen Instituts ernannt, am 11. März 1912 zum Geheimen Regierungsrat. 1926 wurde er emeritiert.